# Tetrastemma aberrans
Tetrastemma aberrans är en djurart som tillhör fylumet slemmaskar, och som beskrevs av Ernest F. Coe 1901. Tetrastemma aberrans ingår i släktet Tetrastemma och familjen Tetrastemmatidae. Inga underarter finns listade i Catalogue of Life.